# Стовбина Долина
Сто́вбина Доли́на — село в Україні, у Новосанжарській селищній громаді Полтавського району Полтавської області. Населення становить 397 осіб. До 2020 орган місцевого самоврядування — Стовбино-Долинська сільська рада.
Село постраждало внаслідок Голодомому-Геноциду українського народу, проведеного урядом СССР 1932-1933 та 1946-1947. Комуністи позбавили селян конституційного права на вільне пересування.

## Географія
Село Стовбина Долина знаходиться за 2 км від правого берега річки Полузір'я, на відстані 1 км від села Коби. Селом протікає пересихаюяий струмок з загатою.

## Населення

### Мова
Розподіл населення за рідною мовою за даними перепису 2001 року:
| Мова       | Кількість | Відсоток |
| ---------- | --------- | -------- |
| українська | 377       | 94.96%   |
| російська  | 14        | 3.53%    |
| білоруська | 5         | 1.26%    |
| румунська  | 1         | 0.25%    |
| Усього     | 397       | 100%     |

## Історія
За переказами, село утворене наприкінці ХУІІІ століття. Першим поселенцем був козак Стовба. 1910  в Стовбиній Долині і прилеглих 24 хуторах було 894 двори, 7582 жителі. У 1912 році при Покровській церкві діяла парафіяльна школа.В церкві правили:священник Афанасій Петрович Костенко,диякон Яків Андрійович Правдиковський,псаломщик Петро Дмитрович Орловський,церковний староста Федір Юхимович Писаренко.
З 1917 - у складі УНР. До 1923 року Стовбина Долина входила до Великокобелячківської волості Кобеляцького повіту Полтавської губернії СССР. 1923 Стовбино-Долинська сільська рада належала до Новосанжарського району Полтавської округи Полтавської губернії. До неї входили населені пункти Стовбина Долина, Голуби, Давиденки, Грекопавлівка, Коби, Знам"янка. У 1967 році Давиденки, Голуби і Знам"янка об"єднані в одне село Давидівка. На початку 60-х Стовбино-Долинська сільська рада деякий час входила до Решетилівського та Полтавського районів, з 1965-го — в складі Новосанжарського.
Селяни чинили опір новітньому кріпацтву - колгоспам. Але через упокорення голодом більшість вимушено було піддатися комуністам. Вони створили дев'ять колгоспів на території сільської ради. Їх очолювали Костенко Кіндрат Сидорович, Гелеверя Пантелеймон Іванович, Таран Тихіш Павлович, Хабло Денис Семенович, Коба Павло Наумович, Лелюх Степан Михайлович, Чвала Семен Павлович, Давиденко Марко Пилипович, Федько Олексій Васильович. В різний час колгосп у Стовбиній Долині очолювали Кіндрат Сидорович Костенко, Костянтин Йосипович Вісич, Федір Павлович Мих, Іван Петрович Петрушко, Дмитро Панасович Коркішко, Василь Лукич Подолян, Іван Кузьмич Савченко, Олександр Якович В"язовський, Володимир Іванович Кондратенко, Пархоменко Микола Михайлович, Сліпко Ілля Олексійович, Олешко Володимир Миколайович, Лебідь Василь Іванович, Сутковий Юрій Дмитрович, Пов"якало Василь Ілліч, Анатолій Максимович Мірошниченко та інші.
Колгоспи були модераторами голодоморних акцій комуністів, жертвами яких стали переважно діти та старі.
В роки Німецько-радянської війни виїхали на роботи до Німеччини із Стовбино Долини — 4, Кобів — 23, Грекопавлівки — 9, Давидівки — 18, Голубів — 12 чоловік. Розстріляно чотирьох жителів. Комуністи спалили 81 хату. На фронтах вони ж довели до смерті 295 жителів сільської ради.
У 1960-ті роки розшукали рідних загиблого під час Другої Світової війни на території села молодшого лейтенанта Кияма Залалетдінова з Татарстану, їздили до них в Казань, приймали на своїй землі татарських гостей. Організатор пошукової робити - Река Катерина Трохимівна яка на той час працювала піонервожатою, а пізніше вчителем молодших класів в Стовбинодолинській школі. На території сільської ради — пам'ятник полеглим односельцям, цілих п"ять обелісків, братська могила.
1976 створено мотобольну команду, яка брала участь у чемпіонатах України, в розіграші кубка Юрія Гагаріна. «Колос» — чемпіон області з мотоболу в 1989 році, чотириразовий чемпіон України, двічі завойовував срібні, один раз бронзові медалі всесоюзного чемпіонату серед команд першої ліги, у 1990 році виграв кубок Юрія Гагаріна. Проводились у Стовбиній Долині і міжнародні матчі — із збірними Англії (1982 рік) та Болгарії (1988 рік). Серед гравців «Колоса» — майстри спорту Віктор Василенко, Василь Коба, Микола, Василь та Іван Зімовці. Віктор Коба і Григорій Зимівець — судді національної категорії.

### Після звільнення від СССР
У 2000 році проведено повну реорганізацію місцевого сільськогосподарського кооперативу «Світанок». Землі розпайовано між членами господарства. Середній розмір земельної частки (паю) — 4,6 га. Землі орендують ФГ "Писаренка В. І. (керівник Писаренко Віталій Іванович)- 748 га ПАФ «Агро технологія» (Володимир Олексійович Хопта) — 656 га,ПАФ «Урожай» — 270 га, СФГ «Урожай» — 42 га (керівник Петро Максимович Кобеляцький), ЗАТ «Украгротехніка»(Анатолій Володимирович Тищенко)- 355 га,. Одноосібників — 124 чол. На території сільської ради функціонують фермерські господарства «Шарай» (Володимир Андрійович Шарай)-49 га «Миска» (Володимир Григорович Миска)- 86 га «Зімовець»(Олександр Якович Зімовець) −41 га"Маслак" (Микола Іванович Маслак)- 26 га, «Давиденко» (Олексій Іванович Давиденко)-29 га.
СтовбинаДолина газифікована на 80 відсотків. Дільниця Знам"янка — повністю. Газифікація продовжується. Водопровідна мережа є у Стовбиній Долині і Грекопавлівці.
У 2000 році в Стовбиній Долині на кошти спонсорів та при підтримці райдержадміністрації споруджено церкву Покрови Пресвятої Бородиці. Її освятив патріарх Філарет. У 2002 році на цвинтарі в Давидівці побудовано ритуальний майданчик. В селі був пам'ятник комуністичному ідолу В. І. Леніну. В 2015 році після подій Майдану, пам'ятник демонтовано згідно з указом про декомунізацію. 
Стовбина Долина і прилеглі до неї села сільської ради сильно постраждали від голодоморів що в різні роки організовувала совєтська влада. Так до голодомору 32-33 років в місцевості села яку називають Чорняки та в прилеглій місцевості біля ставків Примороськи-1 та Примороськи- 2 було 64 двори в яких проживали люди. Після голодомору в них не лишилось нікого з живих і будівлі в цих дворах були пізніше розібрані на матеріали  для будівництва свинарників та коровників у колгоспі. В селі через дорогу від церкви, є пам'ятний знак жертвам голодомору.
Стовбино-Долинськенавчально-виховне об'єднання включає в себе загальноосвітню школу першого-третього ступенів і дитсадок. В колишньому приміщенні ФАП, побудованому у 1905 році, розміщується лікарська амбулаторія сімейної медицини, де є стоматологічний кабінет і лабораторія. Працюють тут сім чоловік. В селі є будинок культури, відділення зв"язку, АТС, стадіон, діє футбольна команда. Торговельне обслуговування населення здійснюють три продовольчих магазини та приватний підприємець. Стовбина Долина має автобусне сполучення з районним та обласним центрами.
12 червня 2020 року, відповідно до розпорядження Кабінету Міністрів України № 721-р «Про визначення адміністративних центрів та затвердження територій територіальних громад Полтавської області», село увійшло до складу Новосанжарської селищної громади.
19 липня 2020 року, в результаті адміністративно - територіальної реформи та ліквідації Новосанжарського району, село увійшло до складу новоутвореного Полтавського району Полтавської області.

### Місцева влада
В різний час сільську раду очолювали : 
- Степан Петрович Біжко,
- Олександр Гаврилович Афанасьєв,
- Василь Павлович Давиденко,
- Трохим Петрович Кириленко,
- Олександр Григорович Канюка,
- Василь Іванович Лебідь,
- Любов Юхимівна Коба,
- Григорій Степанович Лелюх,
- Володимир Антонович Коба.

Нині сільським головою працює Любов Олексіївна Нестор.

## Відомі односельчани
- Михайло Іванович Галунов — кандидат юридичних наук, професор Кременчуцького технічного університету;
- Вадим Михайлович Давиденко — кандидат геологічних наук, директор Новосибірського геолого-розвідувального технікуму;
- Григорій Іванович Коба — кандидат наук, викладач Харківського інституту залізничного транспорту;
- Іван Іванович Коба — кандидат фізико-технічних наук, співробітник Харківського науково-дослідного інституту імені І. Курчатова;
- Яків Іванович Коба — заступник директора по науково-дослідній роботі харківського заводу імені Малишева;
- Володимир Кіндратович Писаренко — кандидат наук, викладач Московського геологорозвідувального інституту;
- Олександр Прокопович Скубій — кандидат юридичних наук, був депутатом Російської Державної Думи;
- Віталій Вікторович Скобельський — журналіст і письменник, член правління обласної організації Національної Спілки журналістів України та Міжрегіональної спілки письменників. Автор кількох художніх та документально-публіцистичних книг. Лауреат обласної журналістської премії імені Олексія Яценка та премії Спілки літераторів Полтавщини за найкращий гумористичний твір року. Лауреат премії імені Самійла Величка. Працював кореспондентом редакції новосанжарської районної газети "Червоний прапор", редактором Полтавського районного радіо, заступником редактора Полтавської районної газети "Вісті", директором департаменту преси інформаційно-видавничого агентства "Астрея". За часів роботи редактором газети "Полтавський вісник" видання було удостоєне звання "Краща міська газета України". Працював також власним кореспондентом по Полтавсткій області газети Верховної Ради "Голос України" і журналу "Віче". Викладач кафедри журналістики Полтавського інституту економіки і права. Експерт Військово-козацького департаменту Української академії наук, полковник козацтва. Нагороджений "Золотою медаллю української журналістики".
- Андрій Олександрович Река — працював на різних посадах у своєму селі, очолював колгосп у Супротивній Балці, після навчання у ВПШ — на керівних посадах у Чутовому, з 1998 по 2002 рік — голова Новосанжарської райдержадміністрації, депутат обласної ради, нагороджений орденами Святого Рівноапостольного Князя Володимира та Миколи Чудотворця. Депутат обласної ради. Нині — народний депутат України, фракція "Фронт змін".
- Ісаков Рустам Ісроілович - доктор медичних наук, доцент кафедри психіатрії, наркології та медичночної психології "Полтавського державного медичного університету".

## Відомі у селі люди
- Варвара Савівна Голуб — трактористкою працювала впродовж кількох десятиліть, відзначена орденом Трудового Червоного Прапора, першою в районі — медаллю «Ветеран праці».
- Антон Іванович Коба — незмінний бригадир кобівської бригади, на цій посаді працював майже півстоліття.
- Володимир Антонович Коба — тривалий час очолював сільську раду, один з активних організатор фізкультурно-спортивної роботи.
- Василь Кіндратович Копилець — учасник громадянської і Німецько-радянської воєн, в повоєнну пору багато років віддав педагогічній праці, нагороджений орденами Леніна і Трудового Червоного Прапора.
- Анастасія Петрівна Писаренко — учасниця Німецько-радянської війни, нагороджена орденами Вітчизняної війни, Червоної Зірки, багато років очолювала фельдшерсько-акушерський пункт.
- Василь Олексійович Писаренко — тривалий час очолював школу, палкий прихильник спорту, зокрема шахів. На його честь у селі щорічно проводиться міжрайонний шаховий турнір.
- Олександр Петрович Писаренко — учасник бойових дій, нагороджений орденами Вітчизняної війни (трьома), Богдана Хмельницького, Червоної Зірки.
- Григорій Карпович Руденко — голова Грекопавлівського колгоспу після визволення. За його власні кошти було побудовано танк.
- Олексій Григорович Сліпко — новатор сільськогосподарського виробництва, ініціатор вирощування цукрових буряків без затрат ручної праці, нагороджений орденами Леніна, Жовтневої Революції, «Знак Пошани».

## Галерея

Мотобольний стадіон "Колос"
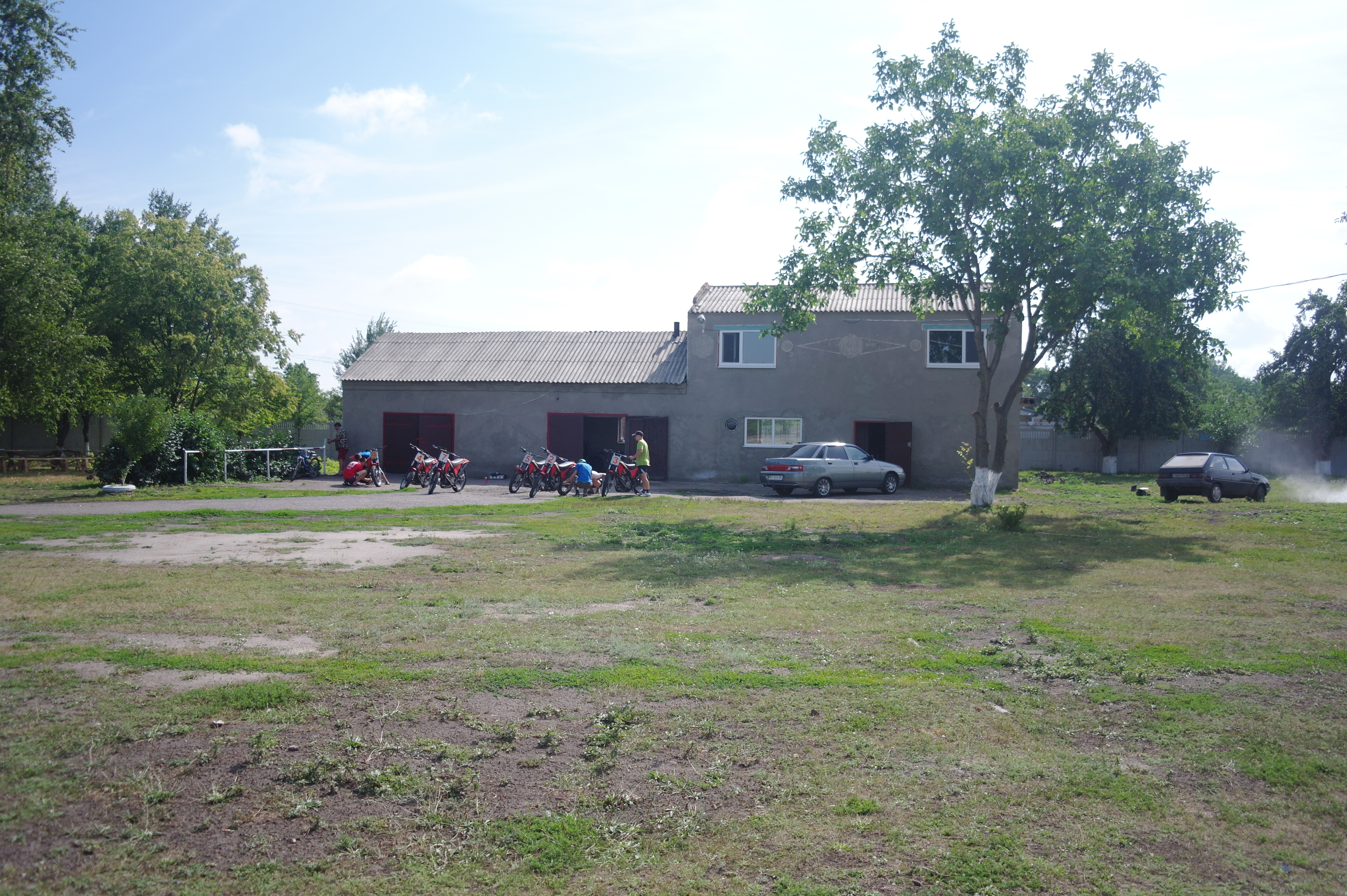
Мотобольна команда КОЛОС готують обладнання до тренування
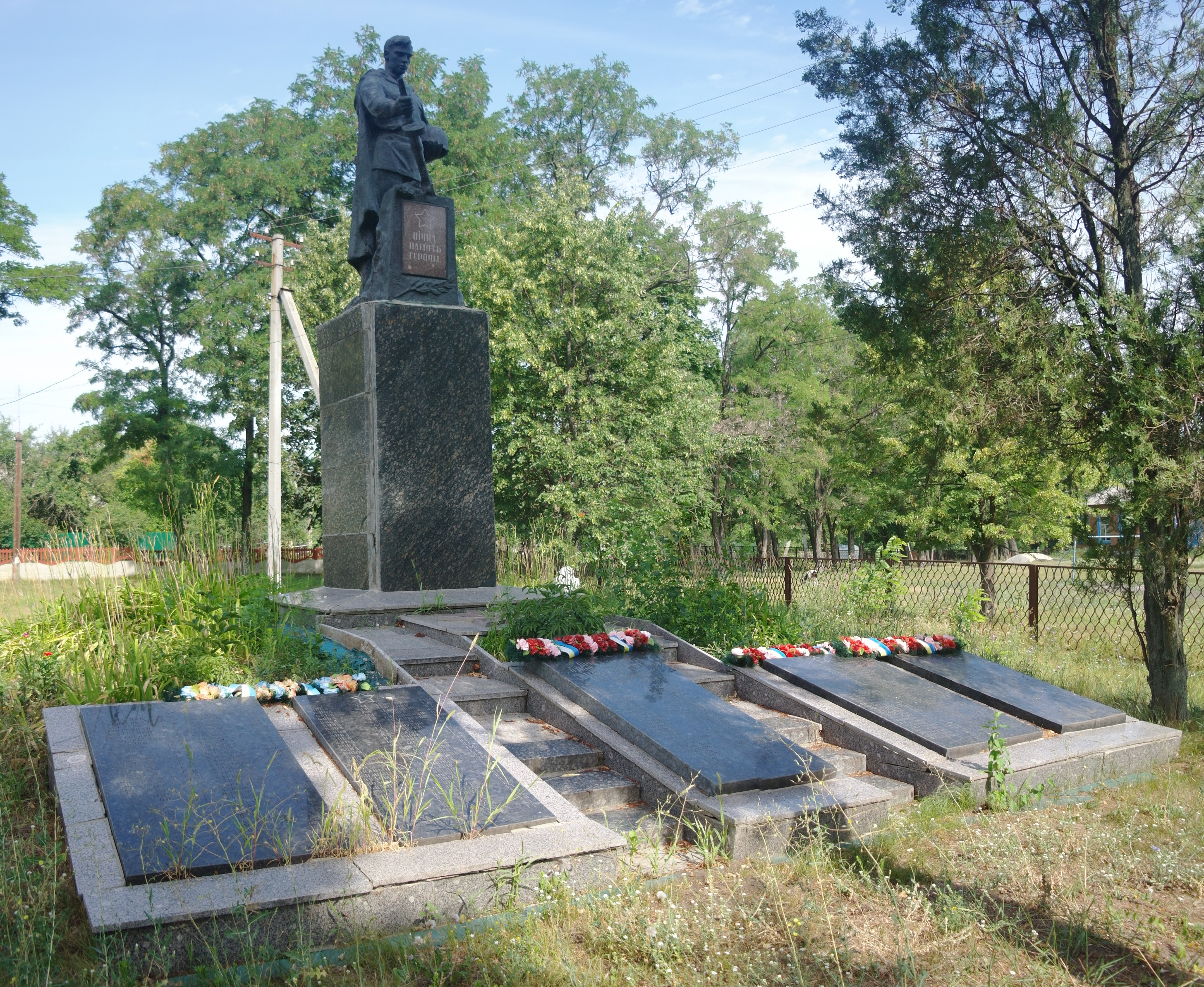
Пам'ятник пам'яті загиблим у ДСВ
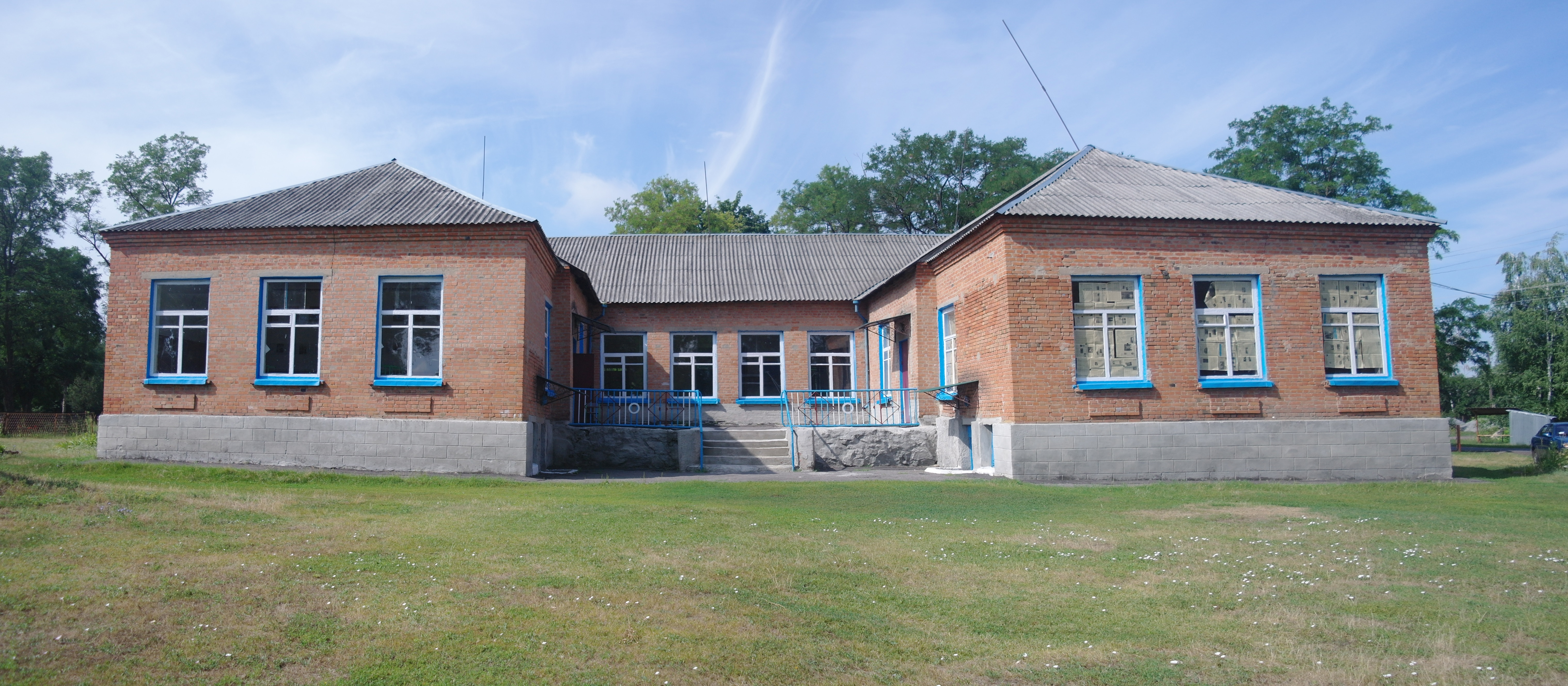
Стовбинодолинський НВК І-ІІ ступенів.
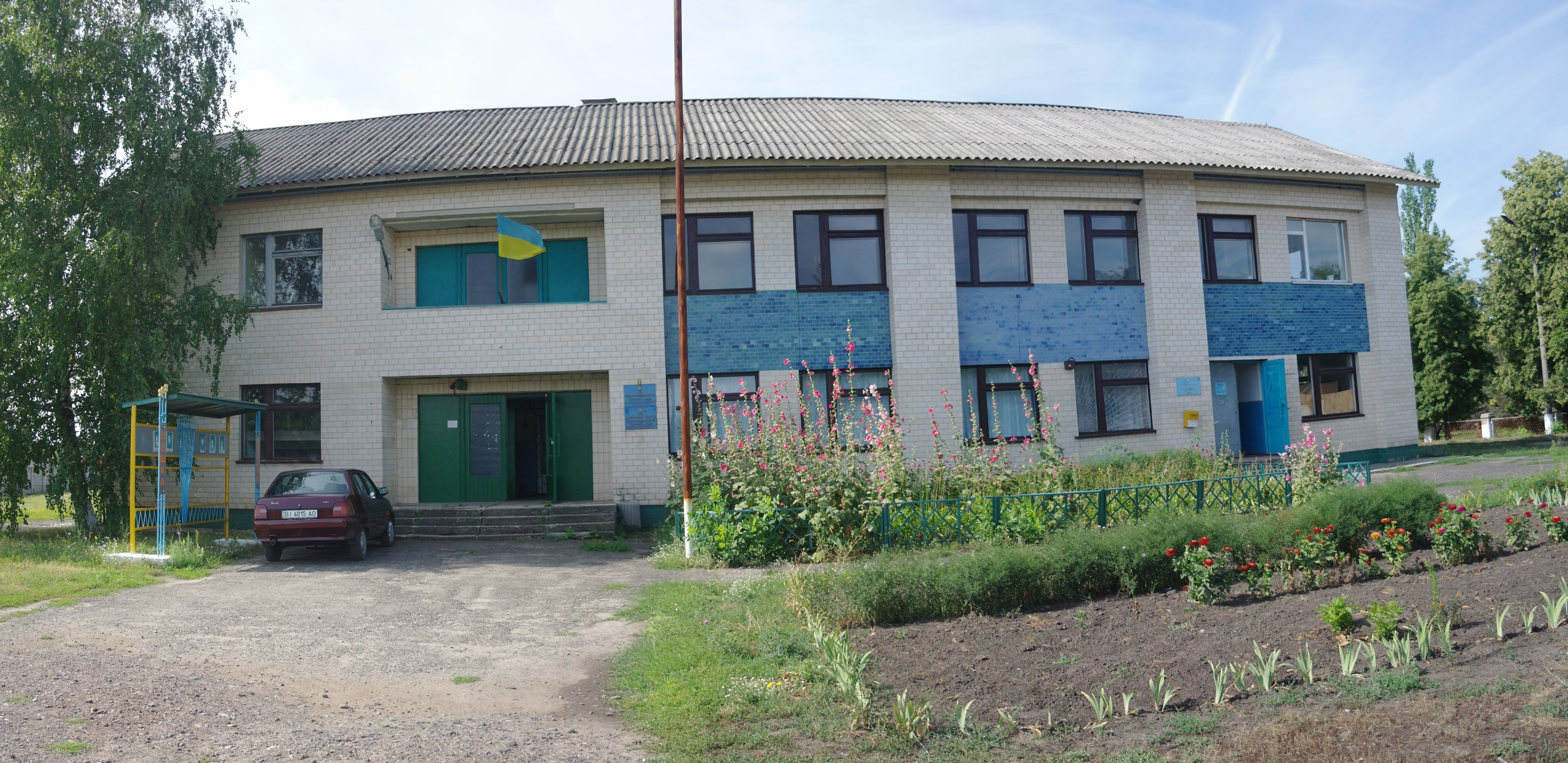
Сільська рада
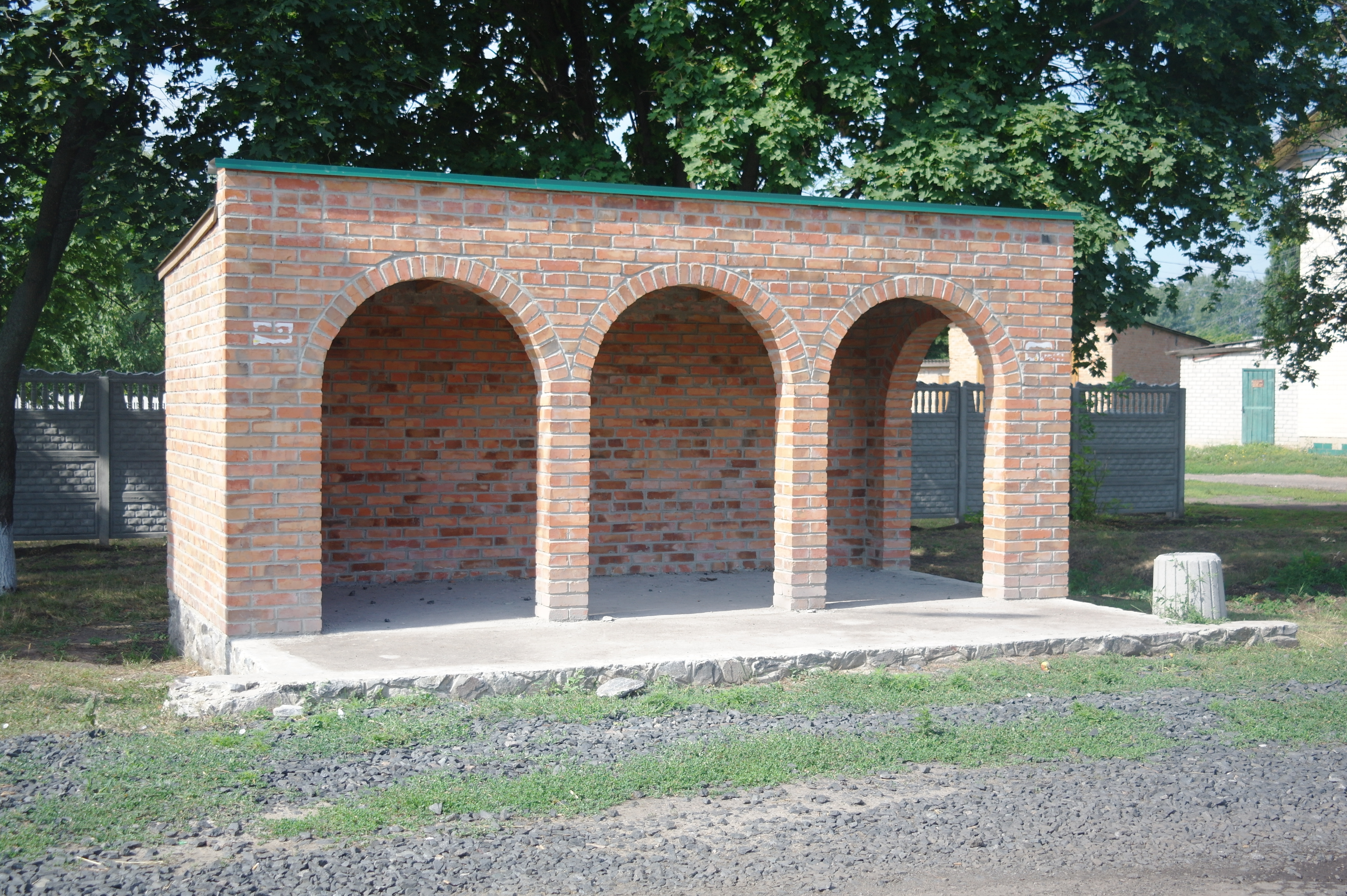
Зупинка
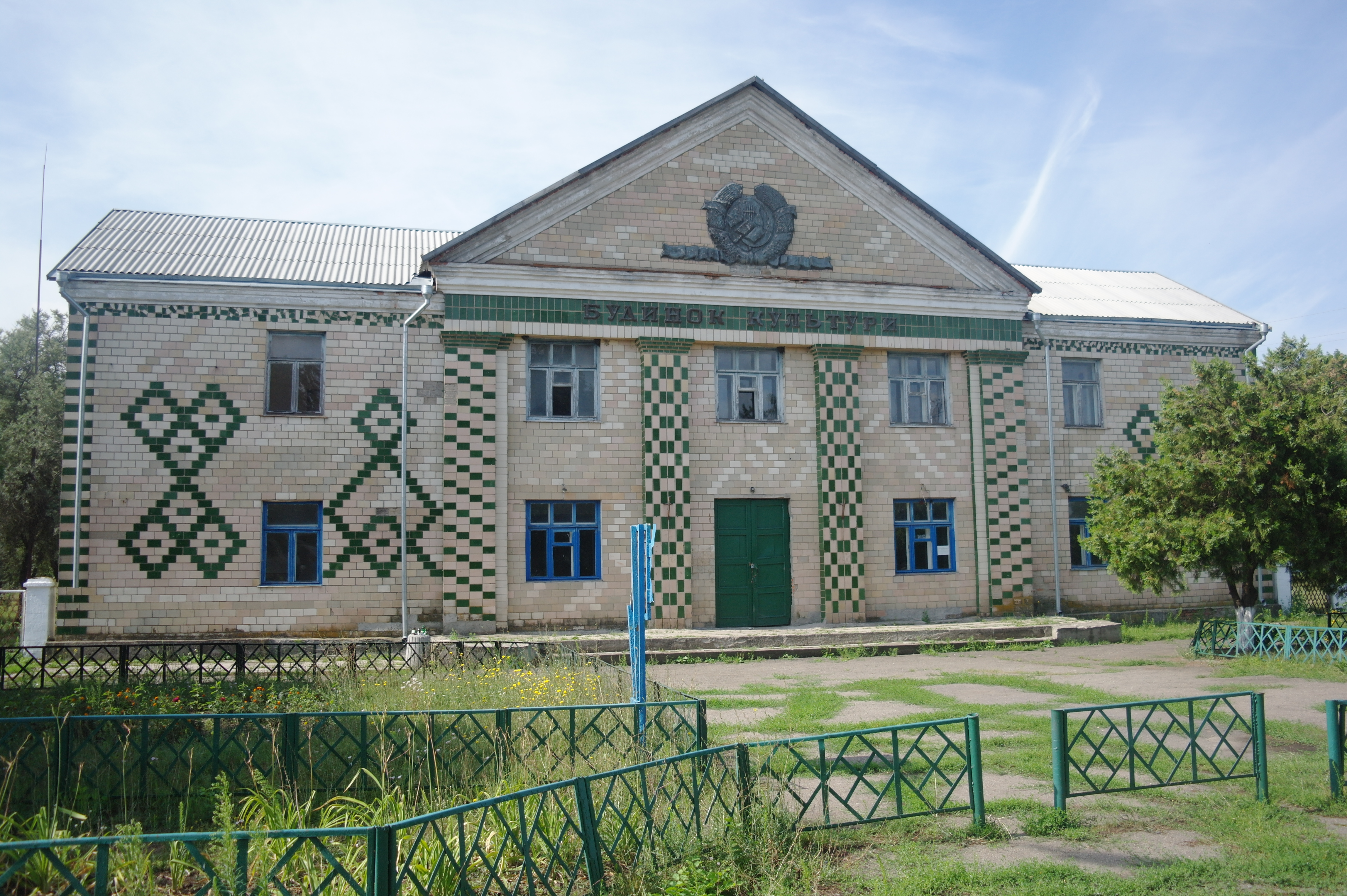
Будинок культури
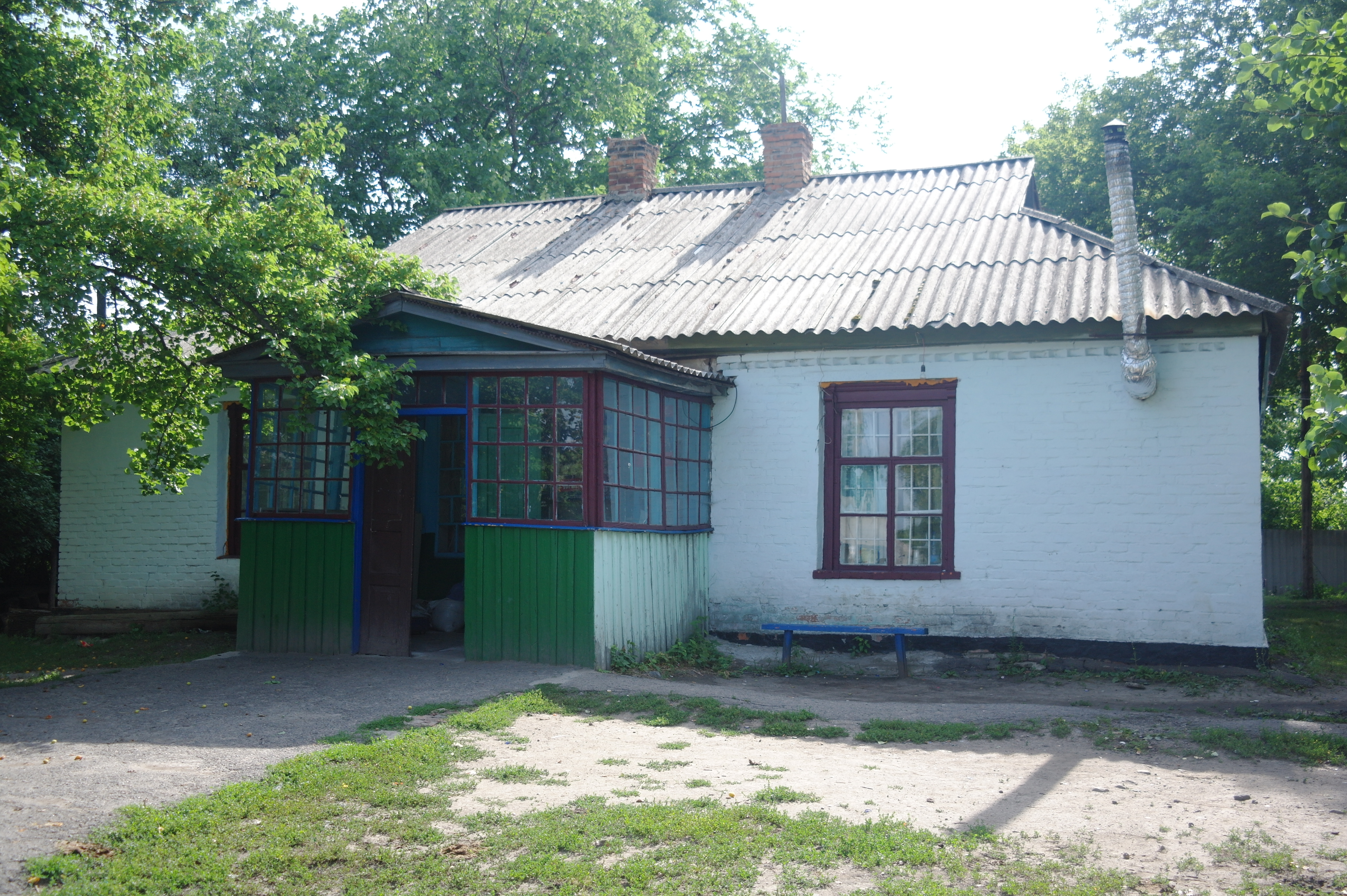
Кафе-магазин "Чумацький стан"
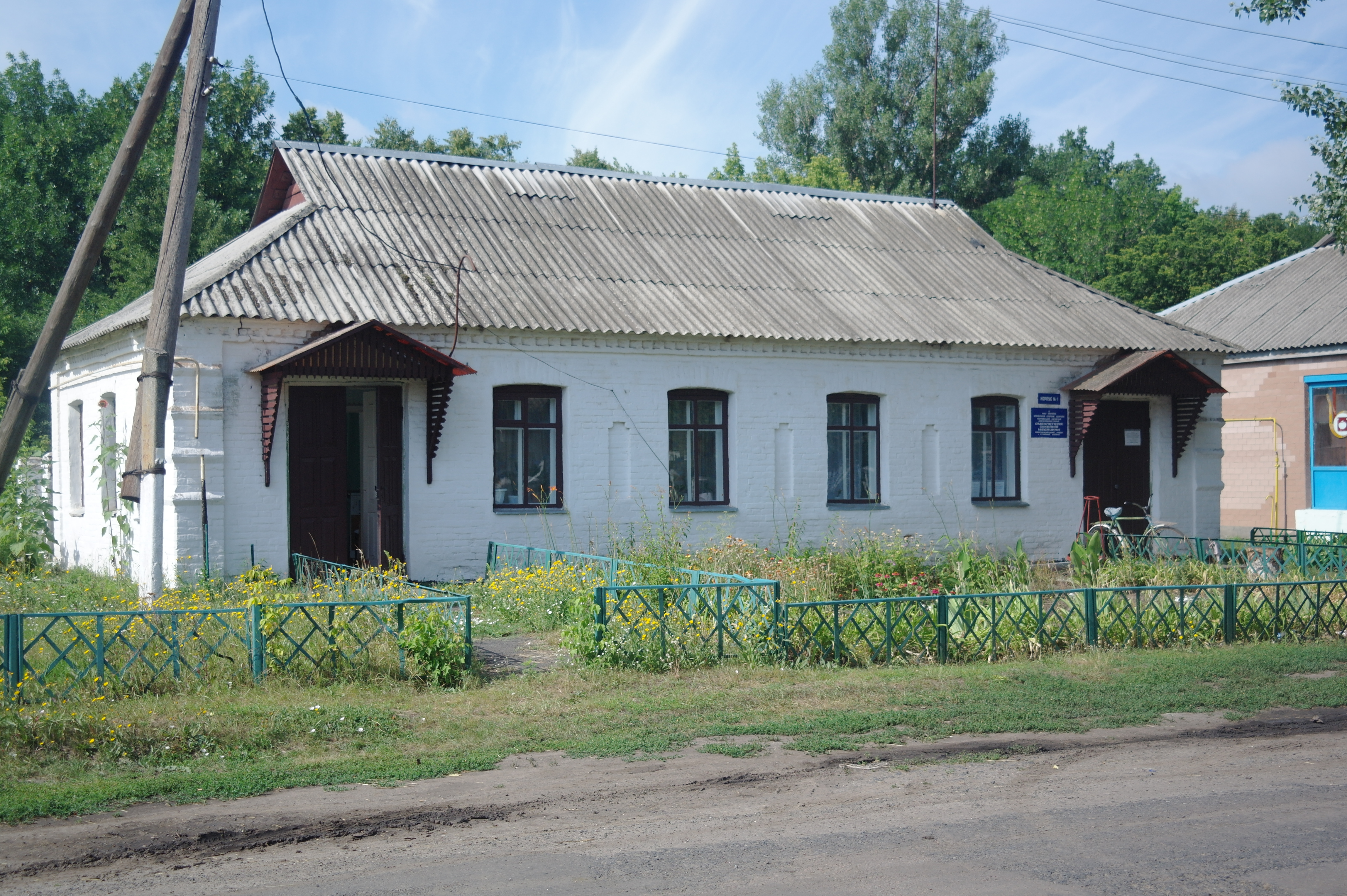
Амбулаторія сімейної медицини
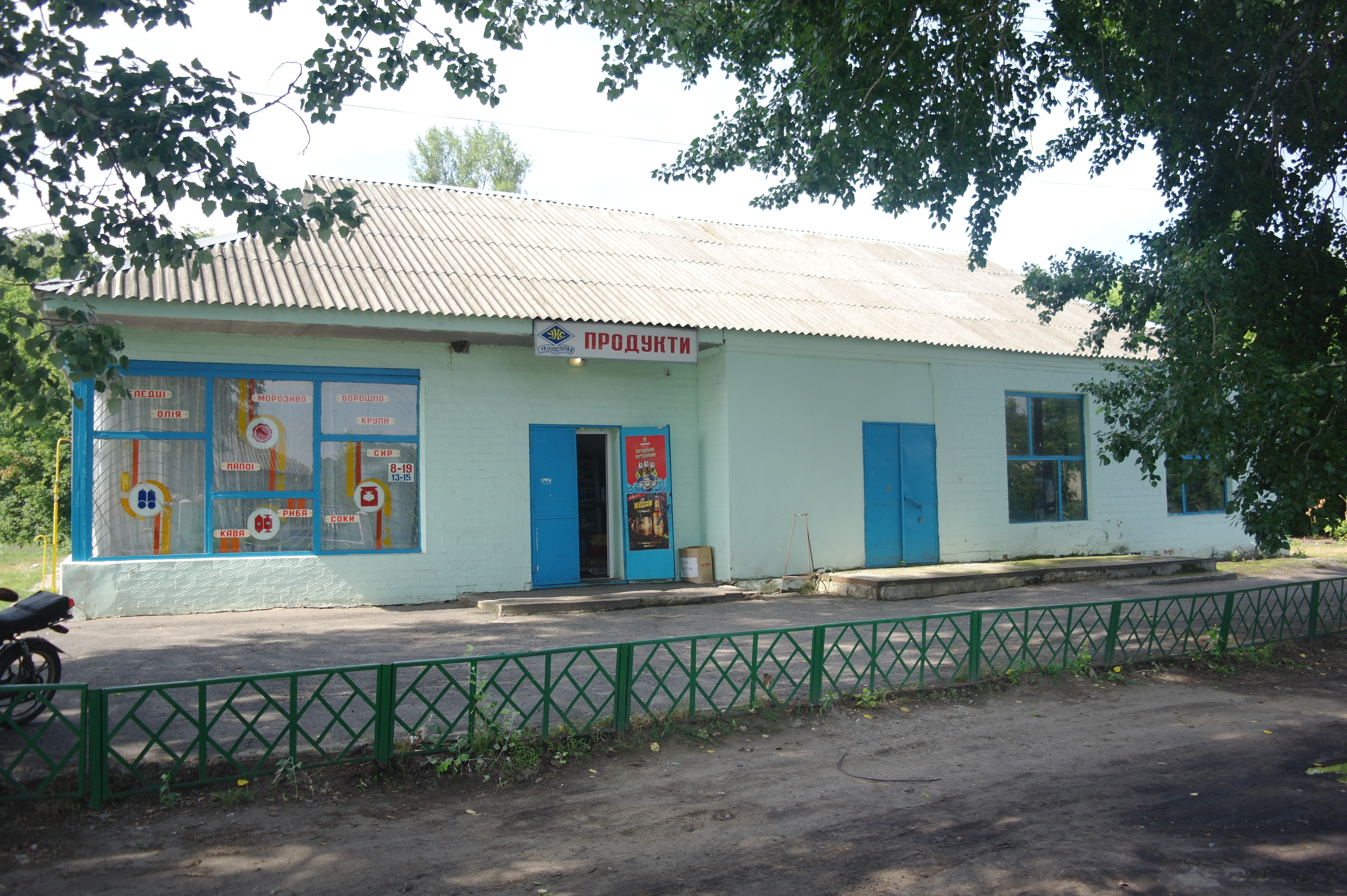
Магазин
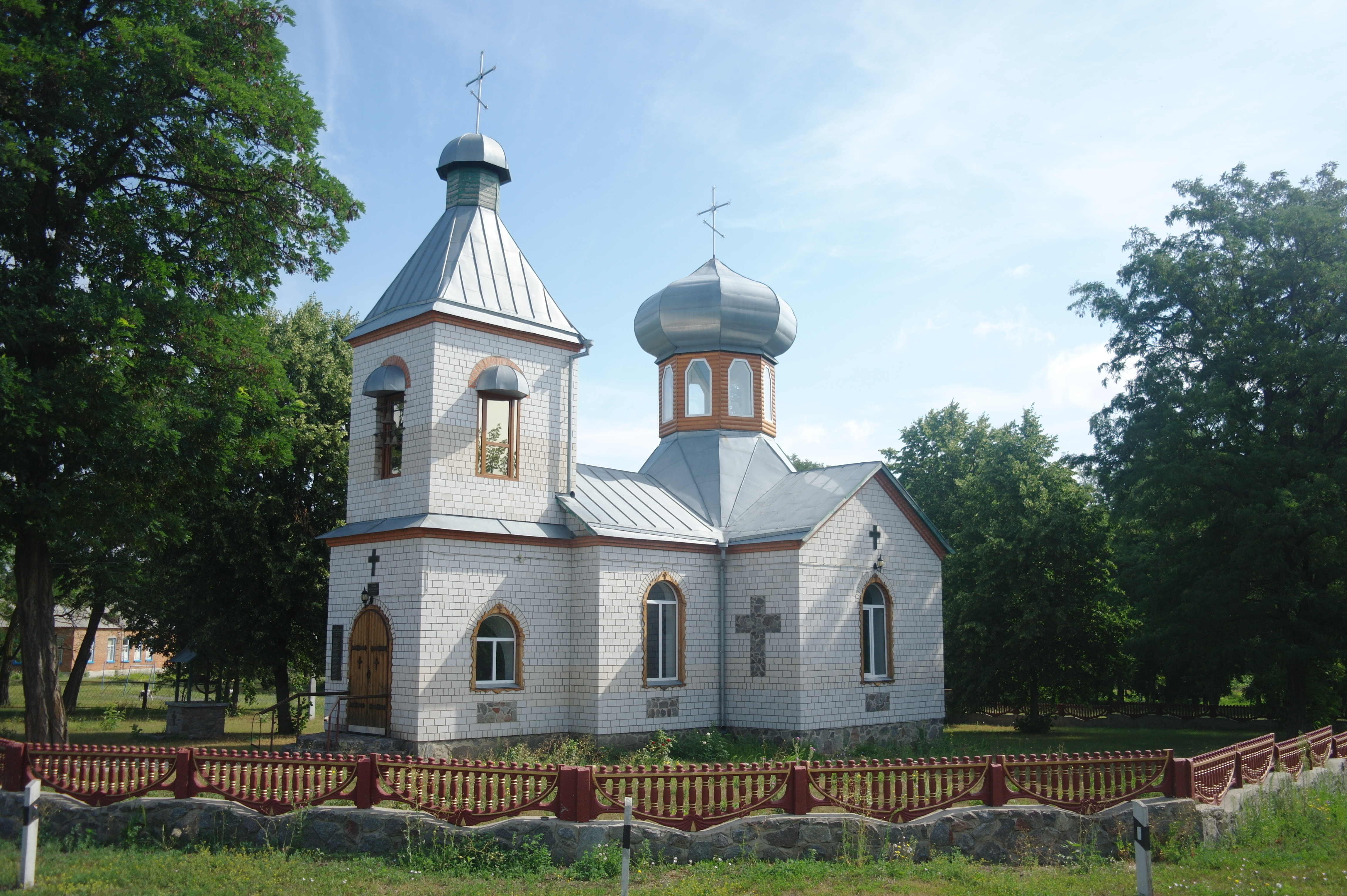
Церква Покрови Пресвятої Богородиці
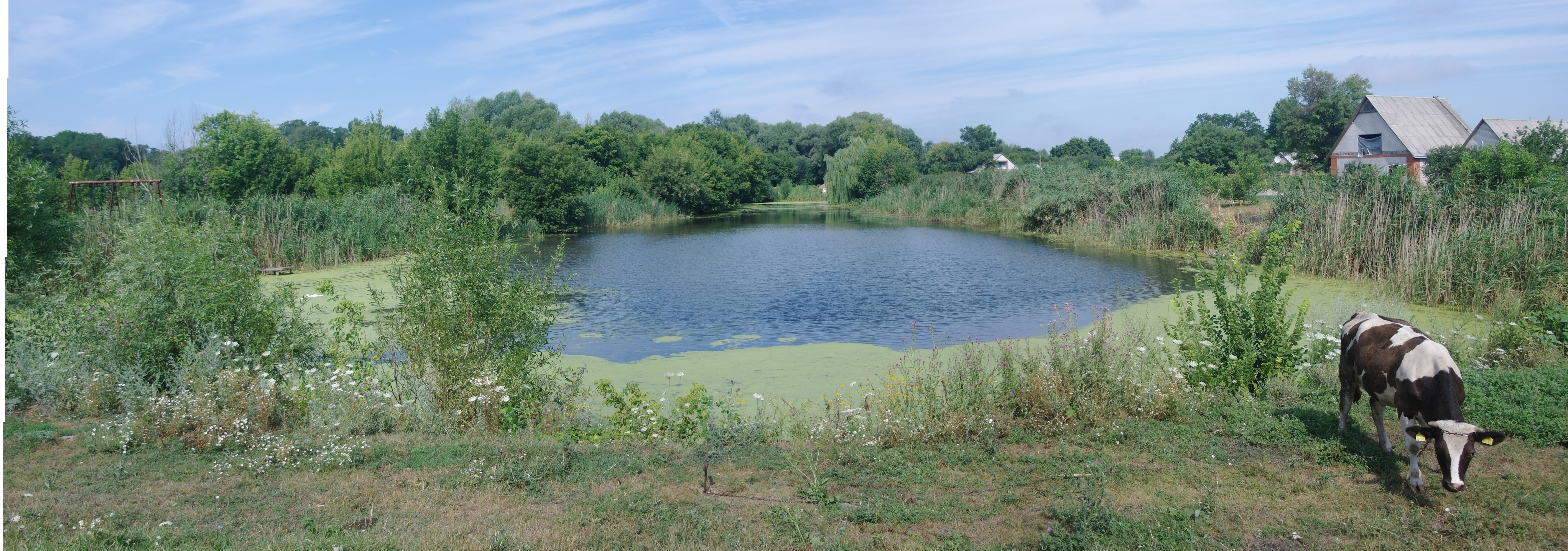
Ставок  "Центральний"
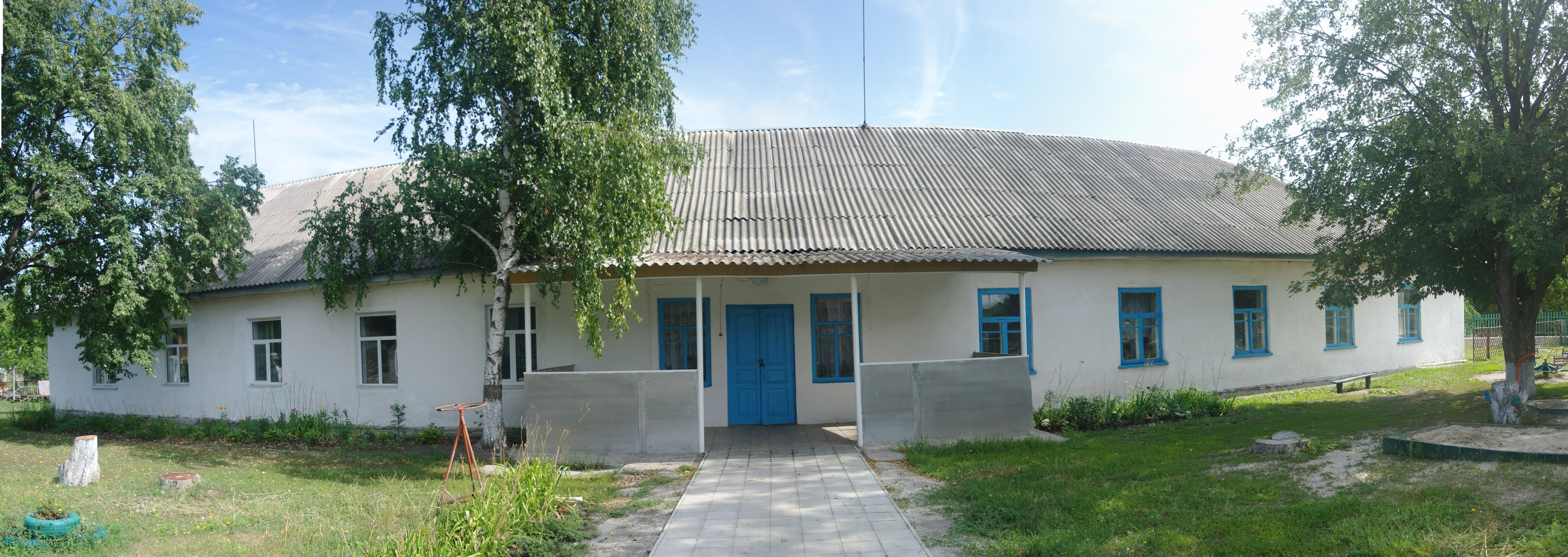
Дитячий садочок